# Cleora bigladiata
Cleora bigladiata là một loài bướm đêm trong họ Geometridae.